# Geografia Andorrei

Harta Andorrei

Andorra este un principat mic în sud-vestul Europei, situat în munții Pirinei care se învecinează cu Franța și Spania. Acesta este printre cele mai mici state din Europa, având o suprafață de 468 km2 și o populație estimată la 84.484 locuitori în 2008. Capitala este Andorra la Vella.
Din cauza poziției sale în munții Pirinei, Andorra constă dintr-un teritoriu muntos, cu o înălțime medie de 1.996 m,  cel mai înalt punct fiind Coma Pedrosa cu 2.946 m. Munții sunt despărțiți de o serie de văi prin care curg râuri care se varsă în cursul de apă principal, râul Valira, care părăsește țara înspre Spania (la cel mai jos punct al țării, 870 m).

## Clima
Clima Andorrei este similară cu clima temperată a vecinilor săi, însă altitudinea ridicată a țării cauzează mai multă zăpadă iarna și temperaturi puțin mai joase vara.
Andorra este în zona cu climă temperat-continentală.
Temperaturile medii multianuale sunt de -1°C în ianuarie și +20°C în iulie.

## Puncte extreme
Latitudine și longitudine
- Nord: Basers de Font Blanca (42°39′17″N 1°33′4″E / 42.65472°N 1.55111°E)
- Sud: Conangle - Riu Runer (42°25′43″N 1°31′2″E / 42.42861°N 1.51722°E)
- Vest: Coll de l'Aquell (42°29′11″N 1°24′32″E / 42.48639°N 1.40889°E)
- Est: Riu de la Palomera - Riu Arièja (42°34′26″N 1°47′10″E / 42.57389°N 1.78611°E)

Înălțimi
- Maximă: Pic del Comapedrosa, 2.942 m (42°35′N 01°27′E / 42.583°N 1.450°E)
- Minimă: Conflent del riu Runer,  840 m (42°26′N 01°29′E / 42.433°N 1.483°E)

Centru
- Centru geografic: aproape de Encamp, 42°32′30″N 01°35′51″E / 42.54167°N 1.59750°E